# 118a Brigada Mixta (Exèrcit Popular de la República)
La 118a Brigada Mixta va ser una unitat de l'Exèrcit Popular de la República creada durant la Guerra Civil Espanyola.

## Historial
La brigada va ser creada el 28 d'abril de 1937 a partir de l'antiga Columna «Carod-Ferrer», formada per milicians anarquistes, i va quedar integrada en la 25a Divisió. El primer cap de la unitat va ser el major de milícies Victoriano Castán Guillén, mentre que per a comissari polític va ser nomenat Saturnino Carod Lerín, de la CNT.
Al juny va prendre part en l'ofensiva d'Osca, que acabaria fracassant. Uns mesos després va intervenir en la batalla de Belchite, participant en l'assalt i la conquesta de la població. El 6 d'octubre es va retirar de Belchite cap a la rereguarda, establint-se a Casp. En aquest període es va procedir a reorganitzar la unitat.
El desembre de 1937 la 118a BM va ser enviada al Front de Terol, prenent part en la conquesta de la ciutat; va combatre en el Cementiri vell i en l'Ermita de Santa Bàrbara, aconseguint els voltants del nucli urbà. El cementiri vell va ser ocupat per la brigada el 21 de desembre, i l'endemà passat prendria l'Ermita de Santa Bàrbara i la posició d'«El Mansueto». L'1 de gener va aconseguir detenir una contraofensiva enemiga que amenaçava amb trencar el cèrcol republicà sobre Terol, encara que va sofrir un alt nombre de baixes. Encara va tenir forces per a acudir a restablir el front amenaçat per les tropes nacionals que intentaven aixecar el cèrcol, l'1 de gener de 1938, encara que la brigada va sortir de la lluita molt infringida. Al febrer va acudir al front de l'Alfambra com a reserva de la 217a Brigada Mixta, encara que totes dues unitats es retirarien.
El 3 de març de 1938 va passar a formar part de la reserva de l'Exèrcit de Llevant. Després del començament de l'ofensiva franquista a Aragó va ser enviada al sector Alcanyís, encara que es va retirar enfront de la superioritat enemiga. Pel 17 de març es trobava a Alcorisa, on va establir la seva caserna general. Posteriorment va intervenir en la campanya del Llevant, retirant-se lentament per la zona del Maestrat fins a aconseguir la línia XYZ entorn del 21 de juliol de 1938. La brigada va romandre en el front del Llevant fins al final de la contesa, sense intervenir en operacions rellevants.

## Comandaments
Comandants
- Major de milícies Victoriano Castán Guillén;
- Major de milícies Gerardo Valderías Francés;

Comissaris
- Saturnino Carod Lerín, de la CNT.